# Джон, Розамунд
Розамунд Джон (англ. Rosamund John; 19 октября 1913, Тоттенем, Большой Лондон — 27 октября 1998, Лондон) — британская киноактриса.

## Биография
Нора Розамунд Джон родилась 19 октября 1913 года в лондонском районе Тоттенем. Отца звали Фредерик Генри Джонс, он служил клерком у виноторговца; мать — Эдит Элизабет (урождённая Эллиотт). В Тоттенеме же будущая актриса выросла, окончила старшую школу, после чего поступила в «Посольскую школу актёрского мастерства» (Embassy School of Acting).
В возрасте 19 лет Джон была представлена режиссёру Милтону Росмеру, и в 1934 году она впервые появилась на экране. Однако следующая её киноработа состоялась лишь пять лет спустя, и то в эпизодической роли без указания в титрах; более-менее регулярно Джон начала сниматься лишь с 1942 года, и за следующие одиннадцать лет она появилась в четырнадцати картинах. Последний раз на широком экране актриса появилась в 1957 году, в 1971 году снялась в одном эпизоде одного сериала, и на этом её кинокарьера была окончена. По мнению ряда кинокритиков, в 1944 году Джон была «второй после Маргарет Локвуд» среди кинозвёзд Британии.
Розамунд Джон скончалась 27 октября 1998 года, через неделю после своего 85-го дня рождения, в доме престарелых в лондонском районе Клапем от естественных причин.
Личная жизнь
31 августа 1943 года Джон вышла замуж за киномонтажёра Расселла Ллойда (1916—2008). В 1949 году последовал развод, от брака остался сын по имени Джон Ллойд.

21 апреля 1950 года Джон вышла замуж за политика и солиситора Джона Силкина (1923—1987). Брак продолжался 37 лет до самой смерти мужа. От брака сын по имени Рори Силкин (1954 — ?).

## Избранная фильмография
- 1934 — Секрет озера Лох-Несс[англ.] / The Secret of the Loch — Мегги Фрейзер, бармен
- 1942 — История истребителя Спитфайер[англ.] / The First of the Few — Диана Митчелл
- 1943 — Слабый пол / The Gentle Sex — Мегги Фрейзер, боец Женского вспомогательного территориального корпуса
- 1943 — Лампа всё ещё горит[англ.] / The Lamp Still Burns — Хилари Кларк
- 1944 — Полевой конёк[англ.] / Tawny Pipit — Хейзел Брум
- 1945 — Через тернии к звёздам[англ.] / The Way to the Stars — мисс Тодд
- 1946 — Зелёный — цвет опасности / Green for Danger — Эстер Сэнсон, медсестра
- 1947 — Опрокинутый сосуд / The Upturned Glass — Эмма Райт
- 1947 — Во имя славы[англ.] / Fame Is the Spur — Энн
- 1947 — Когда ломаются ветки[англ.] / When the Bough Breaks — Франсис Норман
- 1952 — Никогда не оглядывайся[англ.] / Never Look Back — Энн Мэйтленд, королевский адвокат
- 1953 — Угол улицы[англ.] / Street Corner — сержант Полин Рэмзи
- 1957 — Это ваша жизнь[англ.] / This Is Your Life — в роли самой себя (в эпизоде Duncan Guthrie)